# Backford
Backford is een civil parish in het bestuurlijke gebied Cheshire West and Chester, in het Engelse graafschap Cheshire met 117 inwoners.